# Conceição dos Ouros
Conceição dos Ouros est une municipalité brésilienne de l'État du Minas Gerais et la microrégion de Santa Rita do Sapucaí.